# Mobile Telephone Service
Mobile Telephone Service (MTS) — один з найбільш ранніх стандартів мобільного зв'язку. Обслуговування відбувається за допомогою оператора в обох напрямках. Лінія виклику розбивається лінією мобільного оператора, який прийматиме виклик на свій телефон. Щоб зробити виклик, доведеться зателефонувати мобільному оператору, який запитає ваш номер і номер на який ви хочете зробити виклик.
Цей стандарт виник в Bell System і вперше був використаний в Сент-Луїсі 17 червня 1946. Оригінальне обладнання мало вагу 36,3 кг. Спочатку в стандарті було 3 канали на одну область, пізніше кількість каналів було збільшено до 32 по 3 смуги. Стандарт використовувався в 1980-х роках у Північній Америці.
Цей протокол був замінений на поліпшену версію — Improved Mobile Telephone Service (IMTS.